# As Time Goes By (dal)

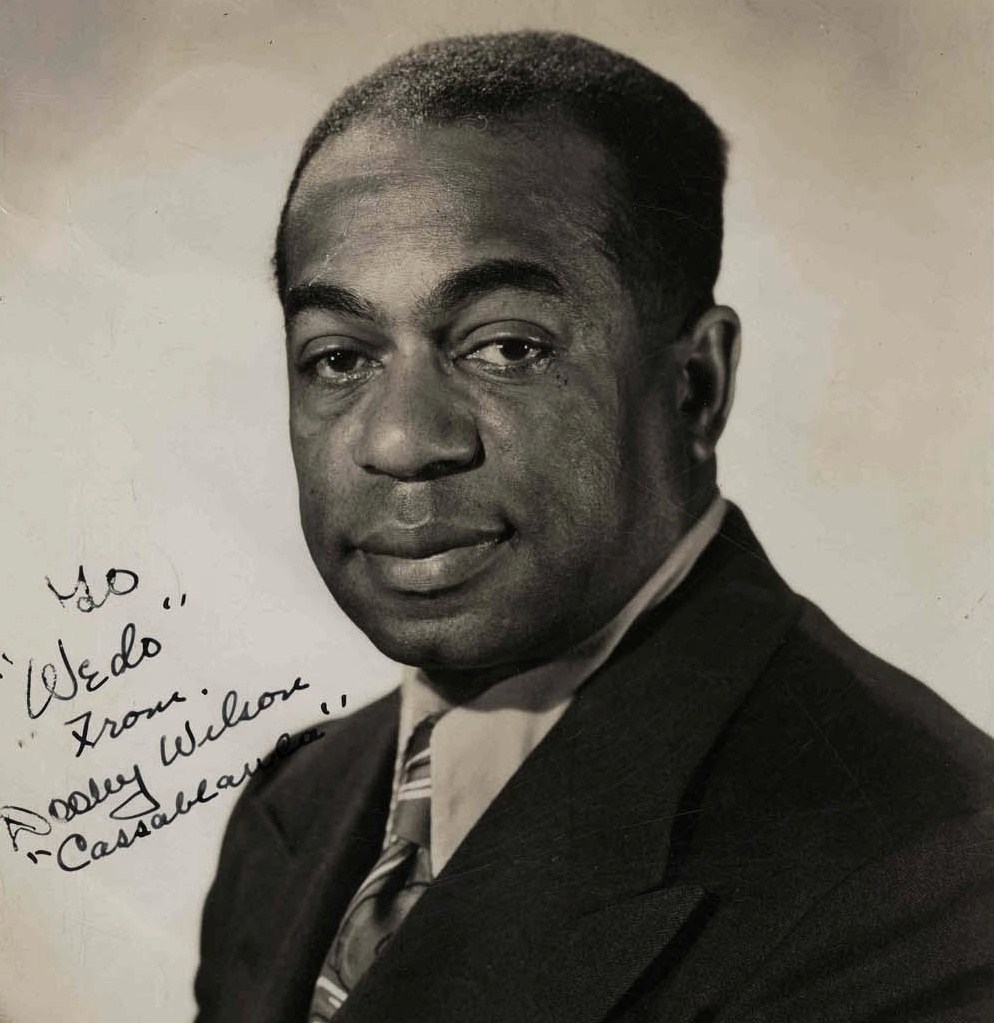
Dooley Wilson

Az As Time Goes By („Ahogy múlik az idő”) Herman Hupfeld dala az 1931-es broadwayi Everybody's Welcome („Mindenki üdvözölve”) című musicalben.
Az eredeti előadáson Frances Williams énekelte. Ugyanebben az évben többen is lemezre énekelték, köztük Rudy Vallee. 
A dal Kertész Mihály 1942-ben bemutatott hatalmas sikerű Casablanca című filmjében tűnt fel újra, Dooley Wilson előadásában. Wilson nem adta ki lemezen, mivel a film bemutatásakor a zenészek éppen sztrájkoltak. Rudy Vallee 1931-es lemeze azonban a film hatására ismét nagy mennyiségben fogyott.

## Híres felvételek
A későbbiekben a dalt sokan előadták, így Billie Holiday, Perry Como, Frank Sinatra, Tom Jones, Barbra Streisand, Carly Simon, Tony Bennett, Jane Monheit, Bryan Ferry, Shirley Bassey és Willie Nelson is. A dal a hetvenes évek második felében Olivia Newton-John koncertjein rendszeresen elhangzott, Love Performance című koncertlemezén meg is jelent.